# پروتئین فلزی

تصویر شبیه‌سازی شده پروتئین های فلزی

پروتئین فلزی یا متالوپروتئین (به انگلیسی: Metalloprotein)، گروهی از پروتئین‌ها هستند که حداقل یک کوفاکتور یون فلزی در ترکیب خود داشته باشند. بیشتر پروتئین‌ها از این دسته هستند.

## نقش گسترده پروتئین‌های فلزی
دانشمندان بر این عقیده‌اند که بیش از نیمی از پروتئین‌ها دارای فلز هستند. پیش‌بینی دیگری حاکی از این است که یک‌چهارم تا یک‌سومِ پروتئین‌ها برای انجام فعالیت خود نیاز به یک فلز دارند؛ بنابراین، پروتئین‌های فلزی نقش بسزایی در ذخیره و جابجایی پروتئین‌ها، آنزیم‌ها و ترارسانی پیام دارند.

## طبقه‌بندی
- متالو پروتئینهای ذخیره‌کننده و حمل کننده:
  - انتقال دهنده‌های اکسیژن مانند هموگلوبین، هم‌اریترین، هموسیانین، کلروکرورین و اریتروکرورین (Erythrocruorin)
  - سیتوکروم‌ها
  - رابردوکسین (Rubredoxin)
  - پلاستوسیانین (Plastocyanin)
  - پروتئینهای ذخیره‌کننده و حمل‌کننده با یون فلزی مانند فریتین و سرولوپلاسمین
- متالوآنزیمها:
- متالوپروتئین‌های انتقال دهنده پیام مانند کالمودولین و فاکتور رونویسی ژنتیکی
- سایر متالوپروتئین ها